# Luz Dary Gómez
Luz Dary Gómez García (11 de octubre de 1966. Medellín, Colombia) es una artista plástica colombiana,gestora cultural y líder social conocida por su labor humanitaria.

## Biografía
De raíces antioqueñas, Luz Dary nació en el seno de una familia tradicional antioqueña. Es hija de Socorro García y Delio Gómez. Ella tiene un hermano, Hugo Gómez, quien la ha apoyado a lo largo de su vida.

### Estudios
Inició en 1972 estudios primarios en la Escuela República de Panamá, donde empezó un proceso de formación, desarrollando un interés en ayudar al prójimo. En su adolescencia, en 1978 al ingresar al Instituto Central Femenino (CEFA) en Medellín, se arraigaron en ella valores religiosos y altruistas. Participó como voluntaria en varios orfanatos y en los procesos de catequesis de su barrio, además de integrarse en varios grupos juveniles. Estudió en la Universidad Santo Tomás de Aquino y se graduó en 2020 como licenciada en artes plásticas. 

### Vida familiar
Tras finalizar los estudios de bachillerato en el colegio, conoció en 1989 a Óscar Muñoz y en 1992 se casaron y formaron una familia con cuatro hijos: Natalia, David, Lucero y Catalina. Catalina, la menor, nació con graves complicaciones de salud, lo que inspiró a Luz Dary a crear la Fundación Catalina Muñoz en 2004.  

## Trayectoria
Además de su labor como artista, Luz Dary ejerce como activista a través de la dirección de la Fundación Catalina Muñoz, una asociación de carácter social y sin ánimo de lucro con sede en Bogotá, desde ahí canaliza esfuerzos para brindar apoyo a familias pertenecientes a poblaciones vulnerables.
Durante las últimas dos décadas, ha trabajado en numerosas iniciativas orientadas a la construcción, mejoramiento de viviendas, así como a la implementación de programas educativos, artísticos y humanitarios en diversas comunidades en condición de pobreza extrema en 28 departamentos de Colombia.
Su trabajo ha servido para inspirar voluntarios y ayudar a transformar vidas y brindar oportunidades a aquellos que más lo necesitan.

## Distinciones
Su dedicación y esfuerzo le valieron para varios reconocimientos como:
- 2012 - Concejo de Bogotá Condecoración María Currea de Aya, en el grado Cruz de Oro, Bogotá Colombia.[17]
- 2022 - Congreso de la república de Colombia Orden en el grado de Caballero, Bogotá Colombia.
- 2020 - Homenaje Arte sin fronteras por la Paz, Pitalito Huila Colombia.[18]
- 2018 – Mujer CAFAN, Bogotá Colombia.[19][20]